# Tierra Blanca, Yuriria
Tierra Blanca är en ort i Mexiko.   Den ligger i kommunen Yuriria och delstaten Guanajuato, i den centrala delen av landet, 240 km väster om huvudstaden Mexico City. Tierra Blanca ligger 1 756 meter över havet och antalet invånare är 195.
Terrängen runt Tierra Blanca är kuperad åt nordost, men åt sydväst är den platt. Runt Tierra Blanca är det ganska tätbefolkat, med 248 invånare per kvadratkilometer. Närmaste större samhälle är Valle de Santiago, 19,7 km norr om Tierra Blanca. I omgivningarna runt Tierra Blanca växer huvudsakligen savannskog.